# Volodarskoje (ort i Kazakstan, lat 52,66, long 66,60)
Volodarskoje (ryska: Володарское) är en ort i Kazakstan. Den ligger i den centrala delen av landet, 400 km väster om huvudstaden Astana. Volodarskoje ligger 189 meter över havet och antalet invånare är 950.
Terrängen runt Volodarskoje är platt. Runt Volodarskoje är det mycket glesbefolkat, med 5 invånare per kvadratkilometer. Det finns inga andra samhällen i närheten. Trakten runt Volodarskoje består till största delen av jordbruksmark.